# 侵华日军小川沙登陆地点
31°29′08″N 121°21′46″E / 31.48556°N 121.36272°E
侵华日军小川沙登陆地点，又称小川沙侵华日军登陆处，位于现上海市宝山区罗泾镇罗泾工业园区川纪路158号。2014年4月4日，此遗址并定为第八批上海市文物保护单位。

## 沿革
八一三事变爆发后，淞沪会战爆发。1937年8月23日，侵华日军第11师团在宝山罗泾小川沙河口登陆后，2244名中国村民遭屠杀，10908间房屋被烧毁，史称罗泾惨案。1973年8月，在原址上建碑。1984年3月19日，此地作为日本帝国主义侵略上海遗址纪念地。1985年9月3日，新立“侵华日军小川沙登陆处”纪念碑。1992年7月24日，因建设水库堤坝工程，碑体、地坪及周围矮墙曾遭破坏。2003年8月，再次修缮纪念碑，并在罗泾陈东路121号的罗泾党校内，建侵华日军罗泾大烧杀遇难同胞纪念碑。2014年4月4日，被调整为市级文物保护单位。